# Caterina Galli
Caterina Galli (vers 1723 - 1804) est une cantatrice italienne, registre de mezzo-soprano. Elle a  connu la célébrité tout d'abord en Angleterre dans les années 1740 et au début des années 1750 ; elle a été particulièrement admirée pour ses prestations dans les œuvres de Georg Friedrich Haendel. Elle a ensuite connu le succès dans son pays natal dans les années 1750 et les années 1760, avant de retourner en Angleterre, où elle a continué à chanter jusqu'en 1797.

## Jeunesse et début de carrière
On ne connait rien de la jeunesse, de la formation et de la carrière de Caterina Galli en Italie avant son arrivée en Angleterre. 
La première mention explicite la concernant date de 1740 quand elle arrive à Londres avec sa collègue Giulia Frasi. Elle fait sa première apparition sur la scène londonienne, le 12 décembre 1742, dans le rôle d'Artaserse lors de la création de l'opéra Mandane de Giuseppe Ferdinando Brivio. Le musicographe Charles Burney écrit alors que "la Galli, transplantée depuis l'Italie, a pris racine dans ce pays, et y a gardé la faveur du public pendant de nombreuses années. Son répertoire opératique se composait principalement de rôles travestis. En 1753, elle chante le rôle de l'Esprit lors de la création de la révision finale de l'Alfred de Thomas Arne.
On se souvient d'elle, cependant, principalement comme chanteuse d'oratorios. Sous la direction de Haendel, elle  a notamment chanté lors des créations de Judas Macchabée (1747, un Israélite), Joshua (1747, Othniel), Alexander Balus (1748, rôle-titre), Salomon (1749, rôle-titre), Susanna (1749, Joachim), Theodora (1749, Irène), et Jephtha (1752, Storgé). Elle est également apparue au King's Theatre dans les créations de deux pasticcios de Haendel : Rossane o Alessandro nell'Indie (1743) et Lucio Vero (1747) ; elle a également chanté dans les reprises de plusieurs autres oratorios et opéras.

## Retour en Italie
En 1754 Caterina Galli revient en Italie, où elle passera plus de dix ans à se produire dans les grandes maisons d'opéra de Gênes, de Naples et de Venise. Le 10 juillet 1758, elle crée le rôle de Valentiniano III à la création de l'opéra Ezio de Gaetano Latilla au Teatro San Carlo. Elle y chante également dans plusieurs autres créations, dans les rôles de Medarse (dans Siroe de Pasquale Errichelli le 26 décembre 1759, de Teagene (dans Achille in Sciro de Johann Adolph Hasse le 4 novembre 1759 et d'Arpalice (dans Ciro riconosciuto de Niccolò Piccinni. Au Teatro San Benedetto, à Venise elle interprète le rôle de Giulia Mammea dans la création d'Alessandro Severo d'Antonio Sacchini' en 1762. Pendant l'été 1766, elle crée encore le rôle-titre à la première de Semiramide de Josef Mysliveček's au Teatro Cittadella di Bergamo.

## Retour et fin de carrière en Angleterre
Après 1770, elle est à nouveau engagée par la scène londonienne. Elle connaît un triomphe en tant que contralto dans le Messie de Haendel au Haymarket Theatre en 1773. Cette même année, elle interprète le rôle d'Aniceto dans le Lucio Vero d'Antonio Sacchini pour le plus grand bénéfice du King's Theatre face à la soprano Cecilia Davies. Elle est principalement active au King's Theatre pour le reste de sa carrière, interprétant tout à tour des rôles sérieux ou comiques. En 1777, elle annonce son départ en retraite et donne un concert d'adieu à Londres le 30 mai de cette année.
Caterina Galli a été une amie proche de sa collègue cantatrice Martha Ray qui fut longtemps la maîtresse de John Montagu, 4e Comte de Sandwich. Elle était en sa compagnie la nuit même pendant laquelle elle a été assassinée par James Hackman après  une représentation de l'opéra-comique Love in a Village de Thomas Arne et Isaac Bickerstaffe à Covent Garden, le 7 juillet 1779. 
Elle a interrompu sa retraite pendant sa soixantaine, quand elle a commencé à éprouver des difficultés financières. Elle se produisit comme chanteuse dans des oratorios et à l'opéra de Covent Garden jusqu'en 1797, à l'âge de 70 ans. Ces dernières prestations, cependant, n'ont pas été aussi bien reçues que celles de sa carrière antérieure. Elle a vécu à Londres jusqu'à sa mort en 1804.